# Familia Chaplin

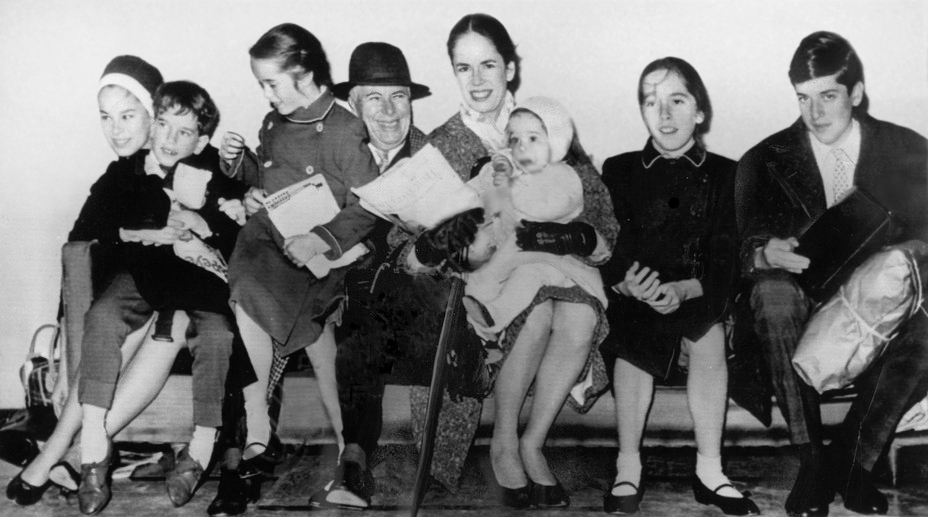
Fotografía de la familia Chaplin.

La familia Chaplin es una familia de actores nacidos en los países de Inglaterra, Estados Unidos, Suiza y España. 

## Historia
El principal miembro de la familia fue Charles Chaplin, ganador de un Óscar honorífico a su carrera como actor cómico, fundamentalmente en cine mudo. 
Los padres de Charles Chaplin eran Hannah que tuvo tres hijos, de los cuales Charles Chaplin fue el único de su matrimonio con Charles Chaplin Sr., quien murió joven a causa de su alcoholismo. El primogénito de Hannah era Sydney Chaplin, nacido de una relación anterior a su matrimonio y el tercero, George Wheeler Dryden fue fruto de una relación con otro hombre. Los padres de Charles Chaplin, eran actores del music hall. Y al igual que ellos, sus tres hijos se convirtieron en actores, así como muchos de sus descendientes.
Las tres primeras mujeres de Charles Chaplin fueron actrices, y su cuarta esposa, Oona O'Neill, abandonó su carrera como actriz cuando se casó. Varios de sus hijos hicieron apariciones en películas posteriores.
Los miembros de la familia son:
- Hannah Chaplin, nacida como Hannah Harriet Hill (1865-1928), actriz inglesa del music hall, que tuvo tres hijos:

- Sydney Chaplin (1885-1965), nacido como Sydney John Hawkes, hijo de Sydney Hawkes y Hannah Chaplin. Se casó en dos ocasiones, no tuvo hijos.

- Charlie Chaplin (1889-1977), hijo de Charles Chaplin Sr. (1863-1901) y Hannah Chaplin. Se casó en cuatro ocasiones, y tuvo seis hijos y cuatro hijas:

(i) Mildred Harris (1901-1944), con quien tuvo un hijo:
- Norman Spencer Chaplin (1919), falleció a los tres días de su nacimiento.

(ii) Lita Grey (1908-1995), con quien tuvo dos hijos:
- Charles Chaplin (hijo) (1925-1968).

- Sydney Earl Chaplin (1926-2009), quien se casó en tres ocasiones, y tuvo un hijo:

- Stephan Chaplin, hijo que tuvo con Susan Magnes.

(iii) Paulette Goddard (1910-1990), con quien no tuvo hijos.
(iv) Oona O'Neill (1925-1991), hija del dramaturgo estadounidense Eugene O'Neill (Premio Nobel de Literatura en 1936). Tuvo tres hijos y cinco hijas:
- Geraldine Chaplin (nacida en 1944), que tiene dos hijos:

- Shane Saura Chaplin (nacido en 1974), e hijo del director español Carlos Saura.

- Oona Castilla Chaplin (nacida en 1986), e hija de Patricio Castilla.

- Michael Chaplin (nacido en 1946), y casado con Patricia Betaudier, con quien ha tenido cuatro hijos:

- Kathleen Chaplin (nacida en 1975).

- Carmen Chaplin (nacida en 1977).

- Dolores Chaplin (nacida en 1976).

- Tracy Chaplin (nacido en 1980).

- Josephine Chaplin (1949-2023), que tuvo un hijo con el actor francés Maurice Ronet:

- Julien Ronet (nacido en 1980).

- Victoria Chaplin (nacida en 1951), y casada con Jean-Baptiste Thiérrée, con quien tiene dos hijos:

- Aurélia Thierrée (nacida en 1971).

- James Thierrée (nacido en 1974).

- Eugene Anthony Chaplin (nacido en 1953), y casado con Bernadette McCready, con quien tiene cinco hijos:

- Kiera Chaplin (nacida en 1982).

- Jane Cecil Chaplin (nacida en 1957), y casada con el productor cinematográfico Ilya Salkind. Jane nació en Suiza, actualmente vive en Cartagena de Indias - Colombia, y recibió la ciudadanía Colombiana, el 6 de julio de 2008. Tiene dos hijos:

- Orson Salkind (nacido en 1986).

- Osceola Salkind (nacida en 1994).

- Annette Emily Chaplin (nacida en 1959).

- Christopher Chaplin (nacido en 1962).

- George Wheeler Dryden (1892-1957), hijo de Leo Dryden y Hannah Chaplin. Se casó con la bailarina Alice Chapple, con la que tuvo un hijo:

- Spencer Dryden (1938-2005), músico de Jefferson Airplane. Tiene cinco nietos: Aaron, Lauren, Christen, Meagan, y Jessica Dryden, y tres hijos:

- Jeffrey Dryden (nacido 1966), e hijo de Jeannie Davis.

- Jesse Dryden, hija de Sally Mann.

- Jackson Dryden, hijo de Kathy Miller.